# Philippe Aerts
Philippe Aerts est un contrebassiste belge, né à Bruxelles le 21 juin 1964.

## Biographie
Autodidacte, il commence la guitare et la basse à 11 ans. Son père, bassiste amateur lui offre sa première contrebasse à 14 ans et le baigne dans un univers de jazz. À 15 ans, il joue ses premiers concerts de dixieland avant de s'orienter de plus en plus vers le jazz moderne et de jouer avec les meilleurs musiciens de la scène belge (Charles Loos, Diederik Wissels, Michel Herr, Ivan Paduart, Steve Houben, etc.). Il devient lui-même un incontournable et accompagne de nombreux musiciens étrangers lors de leurs tournées européennes (Joe Lovano, Steve Grossman, Richie Beirach, Joe Henderson, Art Lande, etc.). Il joue aussi dans beaucoup de festivals (Northsea jazz festival, Jazz Middelheim, Gaume Jazz Festival, etc.) et participe à diverses formations (Philip Catherine Trio, Charlie Mariano, Ivan Paduart Trio, etc.).
Il travaille en Belgique mais aussi dans toute l'Europe, les États-Unis et fait également des tournées au Japon et en Afrique.
Il forme son propre trio avec John Ruocco et Tony Levin, avec lesquels il enregistre son premier album en tant que leader, Cat Walk.
En 1997, il est engagé par le Toshiko Akiyoshi Jazz Orchestra à New-York, avec qui il joue dans de grands clubs jazz et tourne en Asie et en Amérique Latine.
À son retour en Europe en 2002, Philippe Aerts enregistre Back to the Old World en quartet, avec ses 2 acolytes de Cat Walk et Bert Joris. Cette année-là, il gagne le Django d'Or belge.

## Discographie (sélective)

### En tant que leader ou co-leader
- 2002 : Philippe Aerts Quartet - Back To The Old World (Igloo)
- 1995 : Philippe Aerts Trio - Cat Walk (Igloo)

### En tant que participant
- 2021 : Sophie Alour -  Joy (Enjoy) (Music From Source)
- 2015 : Ivan Paduart Trio - Enivrance (Mons records)
- 2014 : Igor Gehenot Trio - Motion (Igloo Records)
- 2013 : Ivan Paduart - Ibiza (Mons Records)
- 2013 : Gilles Repond - Increasin' (Autoproduction)
- 2013 : Philip Catherine - Côté jardin (Challenge Records)
- 2012 : Act Big Band & Guests - Extremes (Igloo)
- 2012 : Nathalie Loriers New Trio - Les 3 petits singes (W.E.R.F.)
- 2012 : Diederik Wissels Trio - Tender is the night (Igloo)
- 2012 : Ivan Paduart - HERRitage (Kusters music)
- 1993 : Jacques Pelzer : Salute to the Band Box (Igloo)